# Українсько-мальдівські відносини
Українсько-мальдівські відносини — відносини між Україною та Мальдівською Республікою.
Уряд Мальдівів офіційно визнав незалежність України 24 травня 1993 року. Дипломатичні відносини з було встановлено 17 серпня 1993 року. Дипломатичних і консульських представництв в Україні не створено, найближче посольство Мальдівів, що відає справами щодо України, міститься в Лондоні (Велика Британія), на площі Ноттінгем-Плейс, 22. Справами України на Мальдівах відає українське посольство в Індії.